# Măgura, Sălaj
Măgura este un sat în comuna Poiana Blenchii din județul Sălaj, Transilvania, România.
În anul 2012 satul mai avea doar un singur locuitor.
Satul se afla in comuna Poiana Blenchii iar înainte de 2020 ca sa ajungi în acest sat trebuia sa parcurgi un drum de tara, iar mersul cu mașina era aproape imposibil, pana când in 2019 un proiect al primăriei a asfaltat drumul iar acum pe acolo se poate ajunge mult mai ușor. Anual satul este vizitat de turiști ce doresc sa vada frumusețea naturii, biserica de lemn aflata in sat și pentru ca acest loc este ferit de civilizație. 

## Monumente istorice
- Biserica de lemn din Măgura